# Карбонате
Карбонате (італ. Carbonate) — муніципалітет в Італії, у регіоні Ломбардія, провінція Комо.
Карбонате розташоване на відстані близько 510 км на північний захід від Рима, 31 км на північний захід від Мілана, 21 км на південний захід від Комо.
Населення — 2905 осіб (2014).
Щорічний фестиваль відбувається 15 серпня. Покровителька — Богородиця Небовзята.

## Демографія
Населення за роками:

Станом на 1 січня 2023 року в муніципалітеті офіційно проживало 148 іноземців з 29 країн, серед них 34 громадяни країн Євросоюзу та 10 громадян України.

## Сусідні муніципалітети
- Апп'яно-Джентіле
- Горла-Маджоре
- Локате-Варезіно
- Лураго-Мариноне
- Моццате
- Традате